# Sanya (Fluss)
Der Sanya ist ein Fluss im Norden Tansanias in der Region  Kilimandscharo. Er ist ein Nebenfluss des Kikuletwa.
Sein Quellgebiet liegt am Westhang des Kilimandscharo. Er bildet ein Delta, in dem Feldbau betrieben wird.